# Meir Eshel
 (février 2023).
Pour les articles homonymes, voir Absalon.
Meir Eshel, dit Absalon, né le 26 décembre 1964 à Rehovot en Israël et mort du sida le 10 octobre 1993 à Paris 20e, est un artiste israélien.
Il a étudié à l'ENSAPC.

## Les cellules
Série de 6 modules d'habitation de 9 m2 maximum. Conçus pour s'intégrer dans 6 grandes villes (Francfort, Tokyo...) et permettre à l'artiste d'y résider ponctuellement, ces espaces créés sur mesure pour répondre aux quelques besoins les plus basiques d'un être humain modèlent à leur tour le corps de l'occupant en lui imposant des postures et mouvements par leurs formes et implantation très spécifiques. Ce projet ne sera jamais terminé.